# Pachydelphus
Pachydelphus és un gènere d'aranyes araneomorfes de la subfamília Erigoninae, dins de la família Linyphiidae. Es pot trobar a l'Àfrica subsahariana.
Fou descrit per primera vegada per R. Jocqu i R. Bosmans l'any 1983.

## Llista d'espècies
Segons The World Spider Catalog 12.0:
- Pachydelphus africanus (Simon, 1894)
- Pachydelphus banco Jocqué & Bosmans, 1983 (Espècie tipus)
- Pachydelphus coiffaiti Jocqué, 1983
- Pachydelphus tonqui Jocqué & Bosmans, 1983